# Рафаэль, Йорк
Йорк Рафаэль (швед. York Rafael; род. 17 марта 1999, Евле) — руандийский и шведский футболист, защитник «Ефле» и национальной сборной Руанды.

## Клубная карьера
Футболом начал заниматься в команде «Брюнес», откуда затем перешёл в «Сандвикен». В августе 2016 года на правах аренды перешёл в «Ефле». В её составе 27 августа дебютировал в чемпионате Швеции в матче с «Юргорденом», появившись на поле на последних минутах встречи. В январе 2017 года на правах аренды перешёл в немецкий «Бохум», но уже в марте того же года вернулся обратно.
В декабре 2017 года перешёл в «Вернаму», с которым подписал контракт, рассчитанный на три года. 2 апреля 2018 года в гостевом поединке с «Ефле» дебютировал за клуб в Суперэттане. В июне 2018 года на правах аренды перешёл в «Сандвикен». В середине июля расторг контракт с «Вернаму». В конце августа вернулся в «Сандвикен».
В декабре 2018 года перешёл в «Кальмар». Первую игру за новый клуб провёл 13 июля 2019 года в чемпионате Швеции в игре с «АФК Эскильстуна». В январе 2021 года перешёл в «АФК Эскильстуна» по двухлетнему контракту, по окончании которого в январе 2023 года подписал соглашение с «Ефле».

## Карьера в сборной
Выступал за юношеские сборные Швеции различных возрастов. В 2015 году был приглашён выступать за национальную сборную Руанды. В её составе дебютировал 7 октября 2021 года в отборочном матче к чемпионату мира с Угандой, появившись на поле в стартовом составе.

## Статистика в сборной
| Матчи и голы Йорка Рафаэля за национальную сборную Руанды | Матчи и голы Йорка Рафаэля за национальную сборную Руанды | Матчи и голы Йорка Рафаэля за национальную сборную Руанды | Матчи и голы Йорка Рафаэля за национальную сборную Руанды | Матчи и голы Йорка Рафаэля за национальную сборную Руанды | Матчи и голы Йорка Рафаэля за национальную сборную Руанды |
| №                                                         | Дата                                                      | Оппонент                                                  | Счёт                                                      | Голы                                                      | Соревнование                                              |
| --------------------------------------------------------- | --------------------------------------------------------- | --------------------------------------------------------- | --------------------------------------------------------- | --------------------------------------------------------- | --------------------------------------------------------- |
| 1                                                         | 7 октября 2021                                            | Уганда                                                    | 0:1                                                       | 0                                                         | Отборочные матчи ЧМ-2022                                  |
| 2                                                         | 10 октября 2021                                           | Уганда                                                    | 0:1                                                       | 0                                                         | Отборочные матчи ЧМ-2022                                  |
| 3                                                         | 11 ноября 2021                                            | Мали                                                      | 0:3                                                       | 0                                                         | Отборочные матчи ЧМ-2022                                  |
| 4                                                         | 2 июня 2022                                               | Мозамбик                                                  | 1:1                                                       | 0                                                         | Отборочные матчи КАН-2023                                 |
| 5                                                         | 7 июня 2022                                               | Сенегал                                                   | 0:1                                                       | 0                                                         | Отборочные матчи КАН-2023                                 |
| 6                                                         | 23 сентября 2022                                          | Экваториальная Гвинея                                     | 0:0                                                       | 0                                                         | Товарищеский матч                                         |
| 7                                                         | 17 ноября 2022                                            | Судан                                                     | 0:0                                                       | 0                                                         | Товарищеский матч                                         |
| 8                                                         | 19 ноября 2022                                            | Судан                                                     | 1:0                                                       | 0                                                         | Товарищеский матч                                         |
| 9                                                         | 22 марта 2023                                             | Бенин                                                     | 1:1                                                       | 0                                                         | Отборочные матчи КАН-2023                                 |
| 10                                                        | 29 марта 2023                                             | Бенин                                                     | 0:3                                                       | 0                                                         | Отборочные матчи КАН-2023                                 |
| 11                                                        | 6 июня 2024                                               | Бенин                                                     | 0:1                                                       | 0                                                         | Отборочные матчи ЧМ-2026                                  |

Итого:11 матчей и 0 голов; 1 победа, 4 ничьи, 6 поражений.